# Invizimals
Invizimals es el primer videojuego de la saga para PSP, creada por la compañía Novarama y comercializado por Sony Computer Entertainment, y en la que se utiliza la realidad aumentada. El juego incluye una tarjeta (trampa) sobre la que se visualizan los Invizimals, e incluye la Go!Cam que se conecta en el puerto frontal de la PSP. En 2014, la Editorial Panini creó una serie de dos videojuegos, en cual para usar se tiene que comprar las cartas para ambos juegos. Algo para mencionar, existen más de 800 cartas (entre los dos juegos, ya que en la primera entrega hay aproximadamente 470 cartas) desde ediciones limitadas y versiones raras de los Invizimals, que se clasifican en bronce, metal, plata, oro y diamante.
Algunos de los sonidos aparecidos en el videojuego, és la voz doblada por Aarón Galeano Ruiz.

## Argumento
El juego comienza en los laboratorios de PSP, con Kenichi Nakamura, que descubre unos animales invisibles al ojo humano. Los llamará Invizimals. Tu misión será capturar e investigar estas criaturas.

## Recepción
Invizimals recibió una calificación «promedio», según el sitio web de agregación de reseñas Metacritic.

### Premios
El juego ha recibido varios premios y reconocimientos, entre los que se encuentran:
- Los galardones a la «Innovación» y a la «Excelencia Tecnológica» otorgados por el sitio web IGN en el E3 de 2009.[2]
- El Premio Ciudad de Barcelona 2009 en la categoría de «Innovación Tecnológica» a la empresa Novarama por el juego Invizimals.[3]
- El Premio Gamestop al Mejor Videojuego para PC/Consola y el Premio a la Mejor Tecnología en el Gamelab de 2010.[4][5]